# Фьодор Шандир
Фьодор Фьодорович Шандир (на украински: Федір Федорович Шандор) е украински уикипедианец, преподавател, доктор на философските науки (от 2013 г.), кандидат на социологическите науки (от 2006 г.), професор. Депутат на Закарпатския областен съвет (от 2020 г.), безпартиен, излъчен от партия „Слуга на народа“. Той е преподавател в Ужгородския университет. По време на руско-украинската война става първият преподавател, който заминава да се бие на фронта, като се записва в Силите за териториална отбрана на Украйна.
Академик на Националната академия на науките за висше образование на Украйна, член-кореспондент на Академията на политическите науки на Украйна, президент на Закарпатската туристическа организация на Закарпатието. Почетен деец на туризма на Украйна (от 2008 г.).

## Биография
Фьодор Шандир е роден на 10 юни 1975 г. в град Ужгород, Закарпатска област, Украинска ССР, СССР. Завършва висше образование в Ужгородския университет. По-късно е преподавател в същия университет, като е ръководител на катедрата по социология и социални дейности.